# Tullgrenella quadripunctata
Tullgrenella quadripunctata es una especie de araña saltarina del género Tullgrenella, familia Salticidae. Fue descrita científicamente por Mello-Leitão en 1944.
Habita en Brasil, Uruguay y Argentina.